# マーベルスーパーヒーローズ シークレット・ウォーズ
『マーベルスーパーヒーローズ シークレット・ウォーズ』（Marvel Super Heroes Secret Wars）は、1984年5月から1985年4月にかけて発行された全12号の漫画作品である。

## 出版史
当時は玩具メーカーケナー社が出したDCコミックスのヒーローフィギュアシリーズが人気を博していたため、それに対抗する形で玩具メーカーマテル社がマーベルとタイアップとして企画された。シリーズは、マーベル・コミックの最高編集者のジム・シューターによって発案され、マイク・ゼックが主に原画を担当した。アメリカン・コミックでは同じ出版社のコミックはほとんどが同一の世界観を共有しているため、別のコミックのヒーローや登場人物が作品を超えてゲスト出演するクロスオーバーはそれまでも行われていたが、本作はマーベル社の主要なヒーローやヴィランが同一の惑星に集められ戦いを繰り広げる月刊シリーズが1年間にわたって刊行され、出版史上最大級の規模のクロスオーバーとなった。
フィギュアシリーズ自体はそれほど人気が出なかったのだが、コミックとしては大ヒットとなり、翌1985年には続編となる『シークレットウォーズII』が刊行、それ以降も毎年のように大規模なクロスオーバーイベントが繰り広げられるきっかけとなった。

## あらすじ
神の如き力を持つコズミック・エンティティ、ビヨンダーがアース616ユニバース（主流のマーベル・ユニバース）を観測していた。ビヨンダーは地球のスーパーヒーローの存在と彼らの持つ可能性に心を奪われ、遠方の銀河に「バトルワールド」を創造し、スーパーヒーローとスーパーヴィランを強制転移させた。そしてビヨンダーは以下の号令を発した：「我は遥か彼方の者だ! 敵を殺せば、お前が望むすべてが、お前のものになる! 私はお前が夢にみるものは何でも叶えてやることができるのだ!」
ヒーロー（X-メンは、別々のユニットのままで残っているものが選ばれた）とヴィランは数回の小競り合いを繰り広げた。ミニシリーズと通常のタイトルの中に下記のようないくつかの重要な展開がある。
- マグニートーは、ミュータントを保護し、その地位を向上させたいという動機から、ビヨンダーからはヒーロー側陣営に転移されている[2]。そのため、異常事態に対処するべく同じミュータントであるマグニートーを一時的に迎え入れたX-MENと、彼をあくまでもヴィランと見なす非ミュータントヒーロー達の間で仲間割れが生じることになった。
- 女性ヴィランのティタニアとヴォルキャーナが創られた[3]。
- 二代目スパイダーウーマンのジュリア・カーペンターが参入した[4]。
- スパイダーマンは、初めてブラック･コスチュームを見つけ着用するが、それが実は寄生体シンビオートであることに気づかない[5]。
- ドクター・ドゥームが一時、ビヨンダーのパワーの一部を奪う[6]。
- X-メンのひとり、コロッサスはバトルワールドで出会った異星人のヒーラーのZsaji（ヒーローたちを救うためにビヨンドワールドで自分の命を犠牲にした）と恋に落ち、地球に残してきたキティ・プライドとのロマンスを終わらせる[7]。
- シングはバトルワールドの裏側で1年間銀河を探索し[8]、その間彼の代理としてシー・ハルクがファンタスティック・フォーに加わった[8] [9]。

またファンタスティック・フォーが地球を不在にしている間、シングの長年のガールフレンドであるアリシア・マスターズはスクラル人によって秘かに誘拐される。スクラルの女性スパイ、ライジャはアリシアになりすまして、ヒューマン・トーチと結婚した。

## 登場キャラクター
「★」は本作で初登場したキャラクター。

### ヒーロー
- アベンジャーズ
キャプテン・アメリカ、二代目キャプテン・マーベル (Monica Rambeau)、ホークアイ、二代目アイアンマン (ジム・ローディ)、シーハルク、マイティ・ソー、ワスプ

- ファンタスティック・フォー
ヒューマン・トーチ、Mr.ファンタステック、シング

- X-メン
コロッサス、サイクロプス、マグニートー、ナイトクロウラー、プロフェッサーX、ローグ、ストーム、ウルヴァリン、ロッキード（ドラゴン）

- 個人
ハルク、スパイダーマン、二代目スパイダーウーマン (Julia Carpenter)★

### ヴィラン
- アブソービング・マン
- ドクター・ドゥーム
- ドクター・オクトパス
- エンチャントレス
- 征服者カーン
- クロウ
- リザード
- モレキュラー・マン
- タイタニア★
- ウルトロン
- ヴォルキャーナ★
- レッキング・クルー
レッカー、サンダーボール、パイルドライバー、ブルドーザー

### 無所属
- ギャラクタス - すぐに離脱して第三勢力となったが、当初はヴィランと一緒の側でバトルワールドへ転送されていた。ビヨンダーから見れば惑星を生きる糧として破壊するギャラクタスが地球人のヴィランと同レベルの存在ということを示している。
- ビヨンダー★

## 関連号
後のクロスオーバー作品と異なり、以下のタイトルのいずれも、シークレット・ウォーズの一部であるとして売り出されたが、「バトルワールド」に残る、または戻るキャラクターは特筆しない。 各エントリーの最初の号は出発、二つ目の号は帰還する話である。帰還する話は本編となるシークレット・ウォーズ#1と同時期に発売されており、例えばスパイダーマンがブラックコスチュームになったことは当初より判明しているが、入手した経緯は#8（1984年12月）で描かれるまで読者には不明だった。
- アメイジング・スパイダーマン #249 – 252 (1984年2月 - 5月)
スパイダーマンは新しい黒い衣装を地球へ持ち帰った。

- アベンジャーズ #242 – 243 (1984年3月 - 4月)
アベンジャーズはシーハルクを残して帰還した。

- キャプテン・アメリカ #292 (1984年4月) (出発)

- インクレディブル・ハルク #294 – 295 (1984年4月 - 5月)

- アイアンマン #181 – 182 (1984年4月 - 5月)

- ザ・シング #10 (1984年4月) (出発)

- ファンタスティック・フォー #265 (1984年4月) (帰還)
Mr.ファンタスティックとヒューマン・トーチはチームにシーハルクを加えて帰った。シングはバトルワールドに残った。

- マーベル・チームアップ #140 – 141 (1984年5月)

- アンキャニー X-メン #178 – 181 (1984年2月 - 5月)

- マイティ・ソー #383 (1987年9月) (カバーで、「An Untold Tale From The Secret Wars」であると確認できる)

## 続編
翌1985年に続編シリーズの『シークレット・ウォーズII』が出版された。さらに、2015年の同名クロスオーバー『シークレット・ウォーズ』では、本作に登場したビヨンダーは、「ビヨンダーズ」と呼ばれる超種族の幼い一個体に過ぎないことが判明した。

## 他のバージョン

### What If?
シークレット・ウォーズをメインテーマとしたものが数号存在する。
- 並行世界では、ビヨンダーとギャラクタスがお互いを滅ぼした後に、ヒーローたちはバトルワールドに留まる[11]。
- 別の並行世界では、ドクター・ドゥームがビヨンダーのパワーを保有して宇宙を統治する[12]。

## 日本語版
2020年にヴィレッジブックスより日本語版が2冊に分けて出版された。翻訳はャスダ・シゲルと今井亮一。
- マーベルスーパーヒーローズ シークレット・ウォーズ1（#1-#5を収録、2020年7月30日発売） ISBN 978-4-86491-480-2
- マーベルスーパーヒーローズ シークレット・ウォーズ2（#6-#12を収録、2020年8月28日発売） ISBN 978-4-86491-483-3

## 他のメディア

### テレビシリーズ
- 簡略されたストーリーがスパイダーマンのアニメで3話に渡って展開される。ただし日本では未放送。

### マテル製おもちゃのシリーズ
マテルは1984年と1985年に2種類（乗り物とアクセサリーのシリーズ）のSecret Wars toylineを発売した。